# Pieter Lastman
Pieter Pietersz. Lastman (Amsterdam, 1583 - Amsterdam, 4 april 1633) was een Nederlands schilder uit de Gouden Eeuw. Hij was een vernieuwer en vruchtbaar schilder van historiestukken, maar is vooral bekend als de leermeester van Rembrandt. Hij schilderde Bijbelse en mythische scènes met veel oog voor het landschap. Hij was een toonaangevende schilder en kenner van Italiaanse kunst aan het begin van de 17e eeuw. In zijn schilderijen ligt de expressie niet meer, zoals bij de maniëristen, in de gekunstelde, bewegende naakte lichamen, maar vooral in het gezicht, de handen en de voeten. 

## Biografie
Lastman was de zoon van een stadhuisbode, die na de Alteratie werd ontslagen, omdat hij katholiek bleef. Zijn moeder was een gewaardeerd en beëdigd taxateur van goederen. Lastman groeide op in de Sint Jansstraat en kreeg schilderlessen van een broer van Jan Pietersz Sweelinck. Gerrit Sweelinck was in de leer bij Cornelis van Haarlem.
Op zijn reis naar Italië tussen 1602 en 1606 heeft Lastman veel inspiratie opgedaan van de Italiaanse meesters. Vooral de werken van Paolo Veronese, Hans Rottenhammer, Caravaggio en Elsheimer hebben zichtbaar indruk op hem gemaakt. Hij ontwikkelde, in navolging van deze meesters, een retorische schilderstijl met felle kleuren en uitbundige gebaren. In Venetië ontmoette hij Jan Pynas. 
Terug in Amsterdam vestigde Lastman zich bij zijn moeder in de Sint Antoniesbreestraat. Zij woonde naast burgemeester Geurt van Beuningen. Lastman leverde tweeëntwintig schilderijen (op koper) aan Christiaan IV van Denemarken. Claes Cornelisz. Moeyaert was waarschijnlijk betrokken bij deze opdracht. Lastman bracht de historieschilderkunst op internationaal niveau en is geprezen door dichters als Vondel en Theodore Rodenburg. 
Lastman had twee jaar lang Jan Lievens als leerling, Rembrandt bleef slechts een half jaar in de leer en woonde bij hem in huis. Pieter Lastman bleef ongehuwd, alhoewel hij de zuster van Bredero had beloofd met haar te trouwen. In 1632 verhuisde hij naar zijn broer, vanwege zijn slechte gezondheid. Lastman was bevriend met de schilder Cornelis van der Voort.
Rembrandt bewonderde in Lastmans werken de accentuering en differentiatie van de handelende personen en hun plaatsing op verschillende niveaus. De werken van Pieter Lastman behoren tot de Barok. Hij is een van de Oude Hollandse Meesters.

## Schilderijen
- Juno betrapt Jupiter met Io
- De rust op de vlucht naar Egypte
- Jozef verkoopt het graan aan zijn broers, 1612
- De wegzending van Hagar en Ismaël, 1612
- De Verrijzenis, 1612
- Het offer van Abraham, ca. 1612
- De offerstrijd tussen Orestes en Pylades, 1614
- Abraham op weg naar Kanaän, 1614
- De kruisiging, 1616
- De triomf van Mordechai, 1617
- De verkondiging door de engel, 1618
- Odysseus en Nausicaa, 1619
- Jonas en de walvis, 1621
- De bewening van Abel, 1624
- Studie van een knielende man, 1625
- Hagar en de engel in de woestijn, circa 1625
- De triomf van Sesostris, 1631

## Galerij

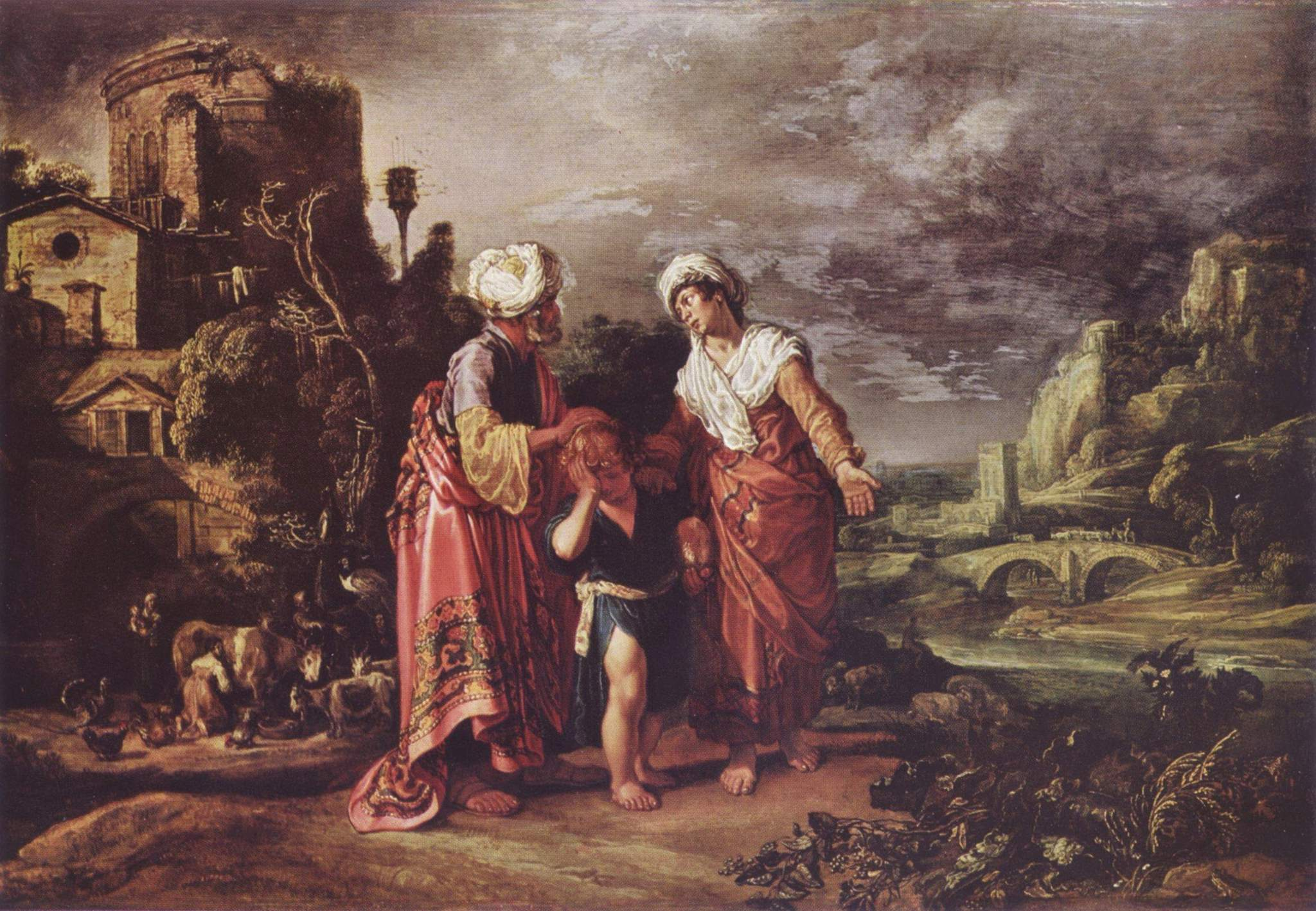
De wegzending van Hagar en Ismaël, 1612, Hamburger Kunsthalle
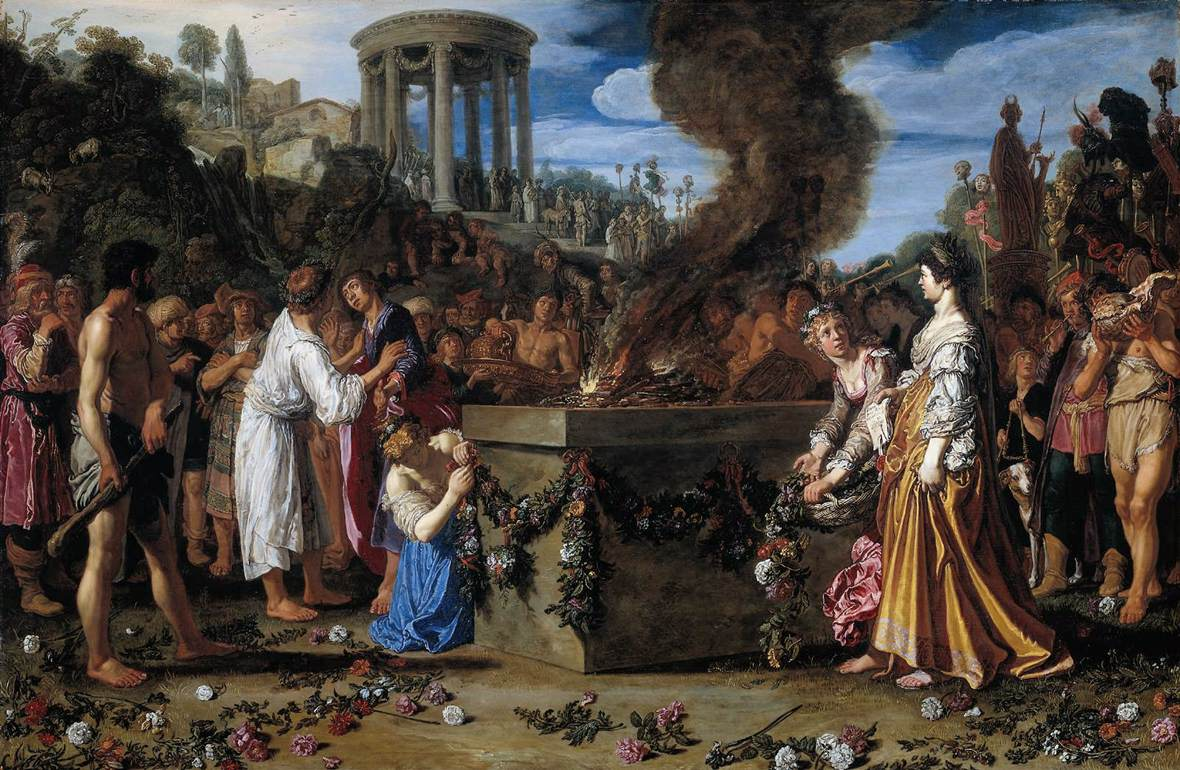
De offerstrijd tussen Orestes en Pylades, 1614, Rijksmuseum, Amsterdam
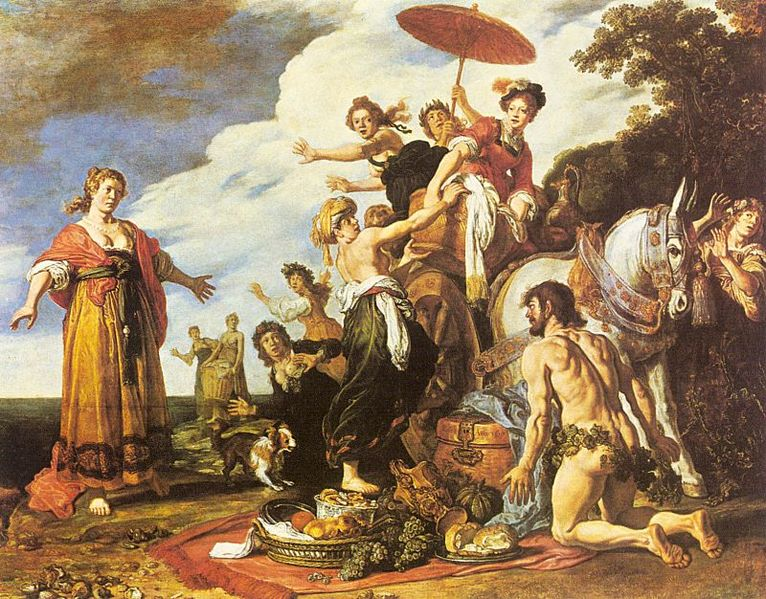
Odysseus en Nausicaa, 1619, Alte Pinakothek, München
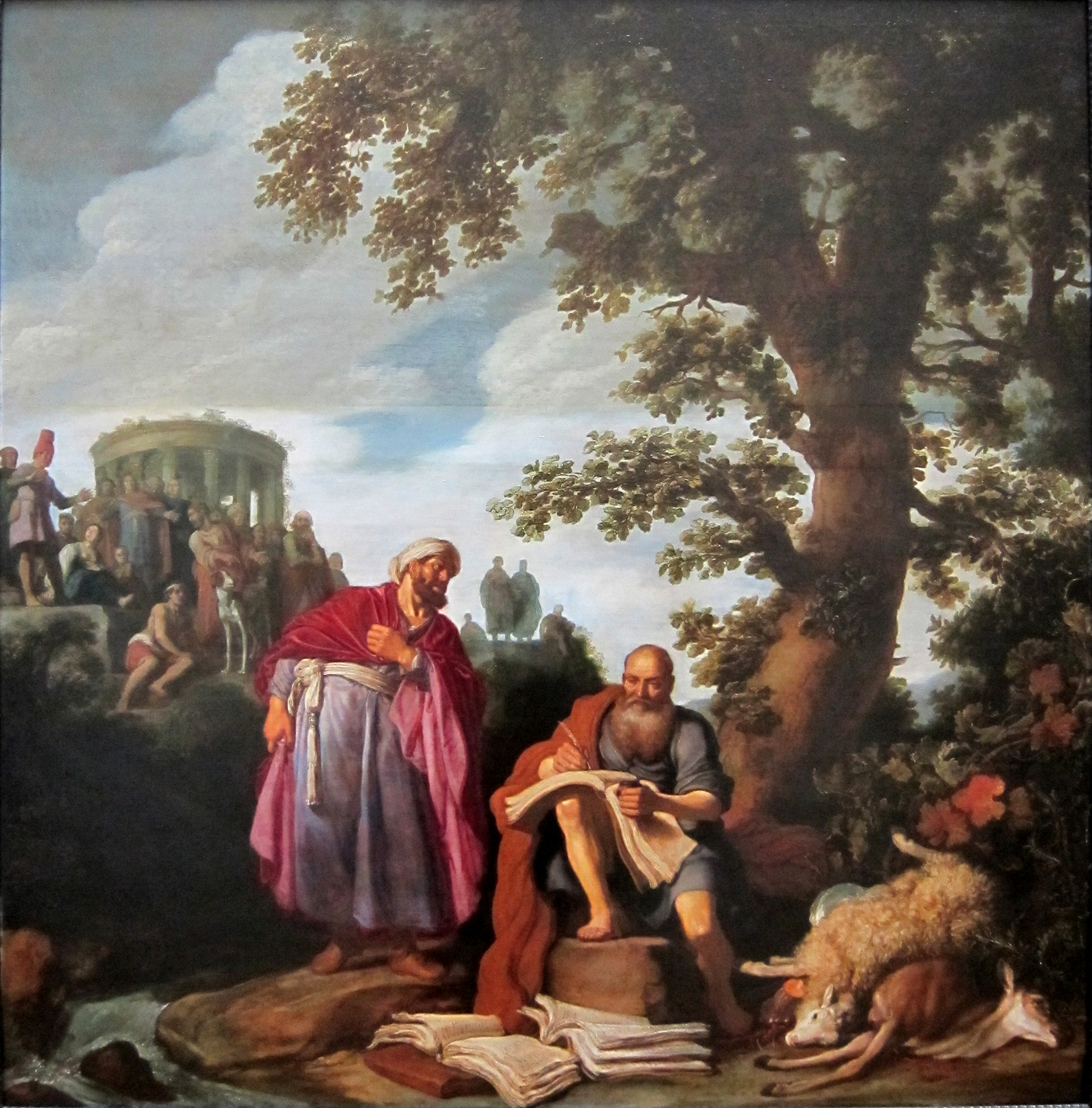
Hippocrates en Democritus, 1622, Musée des Beaux Arts, Lille
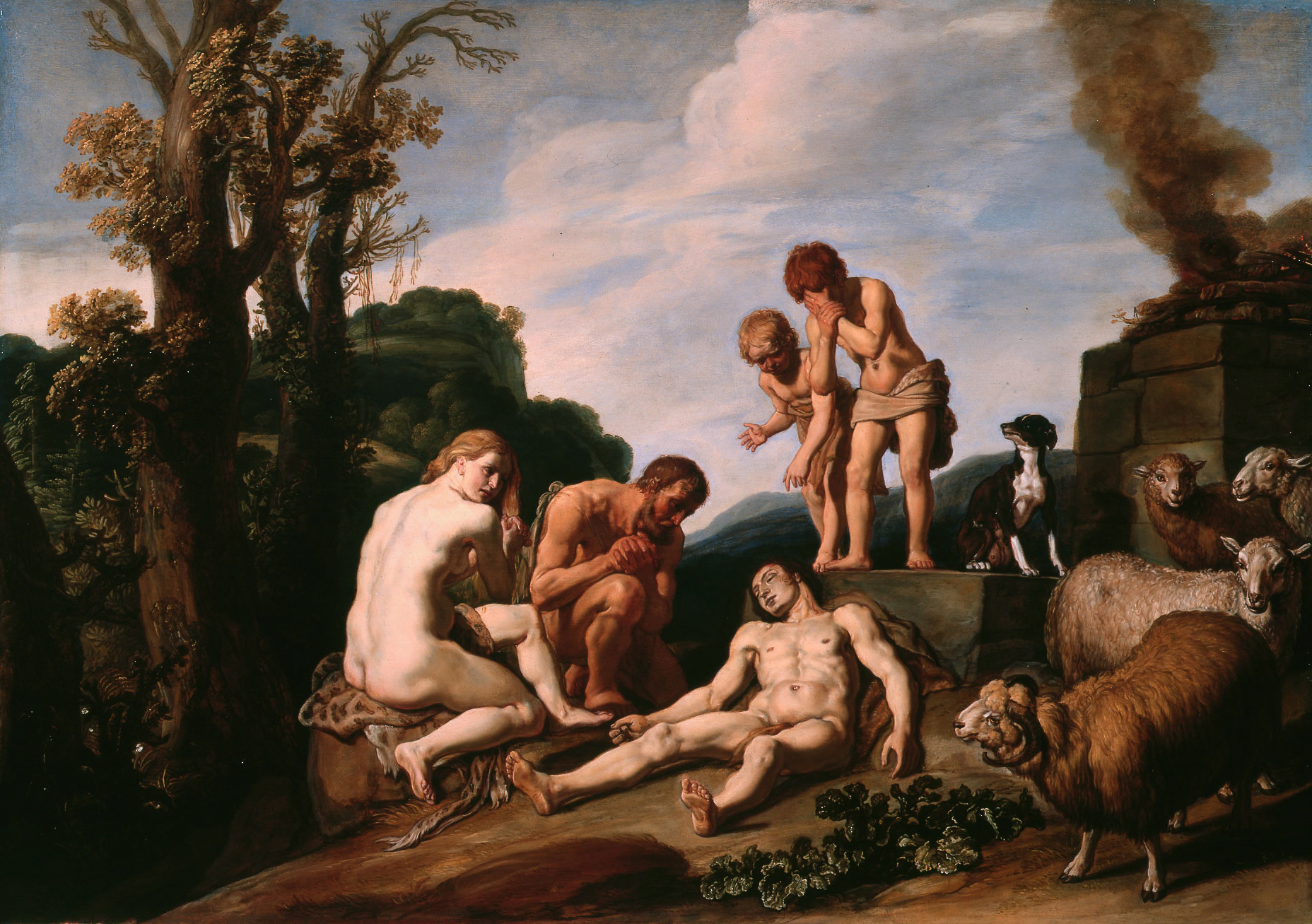
De bewening van Abel, 1624, Rembrandthuis, Amsterdam